# Ozierki
Ozierki (ros. Озерки́) – trzecia stacja linii Moskiewsko-Piotrogrodzkiej, znajdującego się w Petersburgu systemu metra.

## Charakterystyka
Stacja Ozierki została uruchomiona 19 sierpnia 1988 roku i jest to stacja skonstruowana w typie jednonawowym. Autorami projektu architektonicznego obecnej postaci stacji są: G. N. Bułdakow (Г. Н. Булдаков), W. F. Drozdow (В. Ф. Дроздов), W. W. Popow (В. В. Попов), Ł. M. Czetyrkin (Л. М. Четыркин), a także I. G. Łochanowa (И. Г. Лоханова), S. J. Kisłowa (С. Е. Кислова), W. N. Łowkaczew (В. Н. Ловкачев), W. M. Riwlin (В. М. Ривлин) i B. G. Kostygowa (Б. Г. Костыгова). Elementy dekoracyjne stacji zostały natomiast zaprojektowane i wykonane przez: I. G. Urałowa (И. Г. Уралов), S. N. Riepina (С. Н. Репин) i N. P. Fomina (Н. П. Фомин), a mozaiki stworzył W. W. Suchow (В. В. Сухов). Nazwa stacji pochodzi od tradycyjnego określenia tego obszaru miasta, zakorzenionego w tradycji mieszkańców. Znajduje się ona przy prospekcie Fryderyka Engelsa, ważnej arterii komunikacyjnej w tej części Petersburga. W pierwszych planach, pochodzących jeszcze z lat siedemdziesiątych XX wieku, stacja znajdować się miała w innym miejscu, lecz ostatecznie z uwagi m.in. na brak wielkich osiedli mieszkaniowych na tamtym obszarze, zdecydowano się odłożyć jej budowę na później i zmodyfikować jej położenie. Została wzniesiona pod koniec lat osiemdziesiątych, w ramach kolejnej fazy rozbudowy systemu metra w dawnej stolicy. Ściany wyłożone zostały marmurem, któremu nadano barwę jasnego pomarańczu. Oprócz marmuru, jako materiału wykończeniowego użyto także diabazu oraz trawertynu. Mozaiki, które dekorują stację nawiązują do piękna natury oraz spokoju przyrody. Posadzki wyłożone zostały szarym granitem, sklepienia są półkoliste, żebrowe, o barwie białej. Lampom nadano formę atomów powiązanych w cząsteczki, choć wśród pracowników metra zyskały one miano "ikrinek" (икринка).
Ozierki położone są na głębokości 59 metrów. W ciągu dnia stacja nie charakteryzuje się wielkim natężeniem ruchu, najwięcej pasażerów pojawia się w godzinach porannych i wieczornych. Ruch pociągów odbywa się tutaj od godziny 5:42 do godziny 0:41 i w tym czasie jest ona dostępna dla pasażerów.